# Губино (Марий Эл)
Губино (мар. Губин) — деревня в Сернурском районе Республики Марий Эл России. Входит в состав Кукнурского сельского поселения.

## География
Деревня находится в северо-восточной части республики, в зоне хвойно-широколиственных лесов, на левом берегу реки Шапланерки, на расстоянии примерно 29 километров (по прямой) к северо-северо-востоку от посёлка городского типа Сернур, административного центра района. Абсолютная высота — 108 метров над уровнем моря.

### Климат
Климат характеризуется как умеренно континентальный, с умеренно холодной снежной зимой и относительно тёплым летом. Среднегодовая температура воздуха — 2,3 °С. Средняя температура воздуха самого тёплого месяца (июля) — 18,2 °C (абсолютный максимум — 38 °C); самого холодного (января) — −13,7 °C (абсолютный минимум — −47 °C). Безморозный период длится 4 месяца с середины мая до середины сентября. Среднегодовое количество атмосферных осадков составляет 491 мм, из которых около 352 мм выпадает в период с апреля по октябрь.

### Часовой пояс
Деревня Губино, как и вся Марий Эл, находится в часовой зоне МСК (московское время). Смещение применяемого времени относительно UTC составляет +3:00.

## Население
| 2002 | 2010 |
| ---- | ---- |
| 11   | ↘3   |

### Национальный состав
Согласно результатам переписи 2002 года, в национальной структуре населения русские составляли 100 %.

## Известные уроженцы
- Губин Валентин Семёнович (1936—2018) — советский и российский партийный и общественный деятель. Помощник первого секретаря, управляющий делами Марийского обкома КПСС (1976—1980, 1988—1991). Первый директор Йошкар-Олинского пансионата для престарелых и инвалидов «Сосновая роща» (1992—2004). Депутат Верховного Совета Марийской АССР (1985—1990). Делегат XXVI и XXVII съездов КПСС.
- Губин Николай Михайлович (род. 1934) —  марийский советский партийный, общественно-политический и административный деятель. Заместитель Председателя Верховного Совета Марийской АССР X—XI созыва (1983—1990), второй секретарь Марийского обкома КПСС (1983—1991). Член КПСС с 1965 года.